# Notamacropus
Notamacropus Dawson e Flannery, 1985 è un genere della famiglia dei Macropodidi. Comprende otto specie di wallaby di piccole o medie dimensioni. Una di queste, il wallaby di Grey, si estinse nel 1943 a causa della caccia datale dall'uomo.

## Tassonomia
- Wallaby delle sabbie, Notamacropus agilis; diffuso nelle regioni nord-orientali dell'Australia Occidentale, nel Territorio del Nord, nel Queensland, nella parte meridionale della Nuova Guinea e nelle Isole Kiriwina e D'Entrecasteaux. Se ne riconoscono quattro sottospecie:
- Wallaby dalle strisce nere, Notamacropus dorsalis; diffuso nelle regioni orientali del Queensland e del Nuovo Galles del Sud.
- Tammar, Notamacropus eugenii; diffuso nelle regioni sud-occidentali dell'Australia Occidentale, in Australia Meridionale, sull'Isola dei Canguri, sull'Isola dei Wallaby e su altre isolette.
- Wallaby di Grey, Notamacropus greyi; estintosi nel 1943; era diffuso nelle regioni sud-orientali dell'Australia Meridionale e in quelle adiacenti del Victoria.
- Wallaby dai guanti neri, Notamacropus irma; diffuso nelle regioni sud-occidentali dell'Australia Occidentale.
- Wallaby parma, Notamacropus parma; diffuso un tempo solamente nelle regioni orientali del Nuovo Galles del Sud, è stato introdotto con successo anche sull'Isola di Kawai (Nuova Zelanda).
- Wallaby di Parry, Notamacropus parryi; diffuso nelle regioni orientali del Queensland e in quelle nord-orientali del Nuovo Galles del Sud.
- Wallaby dal collo rosso, Notamacropus rufogriseus; diffuso nelle regioni sud-orientali dell'Australia Meridionale, nel Victoria, nel Queensland sud-orientale, nel Nuovo Galles del Sud orientale, in Tasmania, sull'Isola di King e in alcuni isolotti adiacenti; è stato inoltre introdotto in Inghilterra.